# Iván Gilmartín
Iván Gilmartín Hernangomez (* 14. April 1983 in Segovia) ist ein spanischer Radrennfahrer.
Iván Gilmartín gewann 2004 eine Etappe bei Bidasoa Itzulia und wurde dort Zweiter der Gesamtwertung. 2005 belegte er auf einem Teilstück der Vuelta a Navarra den dritten Platz. Ein Jahr später wurde er Profi bei dem spanischen Professional Continental Team Kaiku. Nachdem sich die Mannschaft aufgelöst hatte, wechselte er 2007 zu Vina Magna-Cropu. In seinem ersten Jahr dort wurde er Dritter beim Clásica Memorial Txuma und er gewann eine Etappe bei der Tour des Pyrénées.

## Erfolge
2007
- eine Etappe Tour des Pyrénées

## Teams
- 2006 Kaiku
- 2007 Vina Magna-Cropu